# Lill-Krokvattnet, Norrbotten
Lill-Krokvattnet är en sjö i Piteå kommun i Norrbotten och ingår i Rosåns huvudavrinningsområde. Sjön har en area på 0,117 kvadratkilometer och ligger 63 meter över havet.

## Delavrinningsområde
Lill-Krokvattnet ingår i det delavrinningsområde (728939-175751) som SMHI kallar för Mynnar i Rosån. Medelhöjden är 114 meter över havet och ytan är 18,39 kvadratkilometer. Det finns inga avrinningsområden uppströms utan avrinningsområdet är högsta punkten. Hällträskbäcken som avvattnar avrinningsområdet har biflödesordning 2, vilket innebär att vattnet flödar genom totalt 2 vattendrag innan det når havet efter 31 kilometer. Avrinningsområdet består mestadels av skog (86 procent). Avrinningsområdet har 0,94 kvadratkilometer vattenytor vilket ger det en sjöprocent på 5,1 procent.